# Lubbock (États-Unis)
Pour les articles homonymes, voir Lubbock.
La ville de Lubbock (en anglais ['lʌbək]) est le siège du comté de Lubbock, dans l’État du Texas, aux États-Unis. Sa population s’élevait à 229 573 habitants lors du recensement de 2010, estimée à 252 506 habitants en 2016. Il s'agit de la 11e ville du Texas de par le nombre d’habitants ,.

## Histoire
Surnommée Hub City, Lubbock fut fondée en 1890. La Texas Tech University y fut inaugurée en 1923. Le 11 mai 1970, une tornade frappa la ville et y fit 27 morts.

## Climat
Lubbock a un climat semi-aride doux (classification de Köppen BSk ou BSh). En moyenne, la ville reçoit 475 mm de pluie et 20,8 cm de neige par an. 
Les étés sont chauds, avec 78 jours en moyenne de 32 °C ou plus et 7,4 jours dépassant 38 °C. cependant, en raison de l'aridité et l'élévation, les températures ne restent au-dessus de 20 °C que quelques nuits par été. La région se situant dans la Tornado Alley, les orages y sont fréquents et peuvent produire des tornades ou d'autres dommages par la grêle, la pluie torrentielle ou les rafales violentes.
Les journées d'hiver à Lubbock sont généralement ensoleillées et relativement douces, mais les nuits sont froides, avec des températures plongeant généralement en dessous de zéro. La température la plus basse enregistrée fut de −27 °C), le 8 février 1933,.

## Transports
Lubbock est desservie par l’aéroport international de Lubbock Preston Smith (Lubbock Preston Smith International Airport, code AITA : LBB, code OACI : KLBB). Une rocade (« Loops ») entoure la ville et une voie express (2 × 3 voies) la traverse du nord au sud. Il existe un réseau de bus, ainsi que des navettes desservant Texas Tech. Les trains passant à Lubbock ne transportent pas de passagers.

## Sport

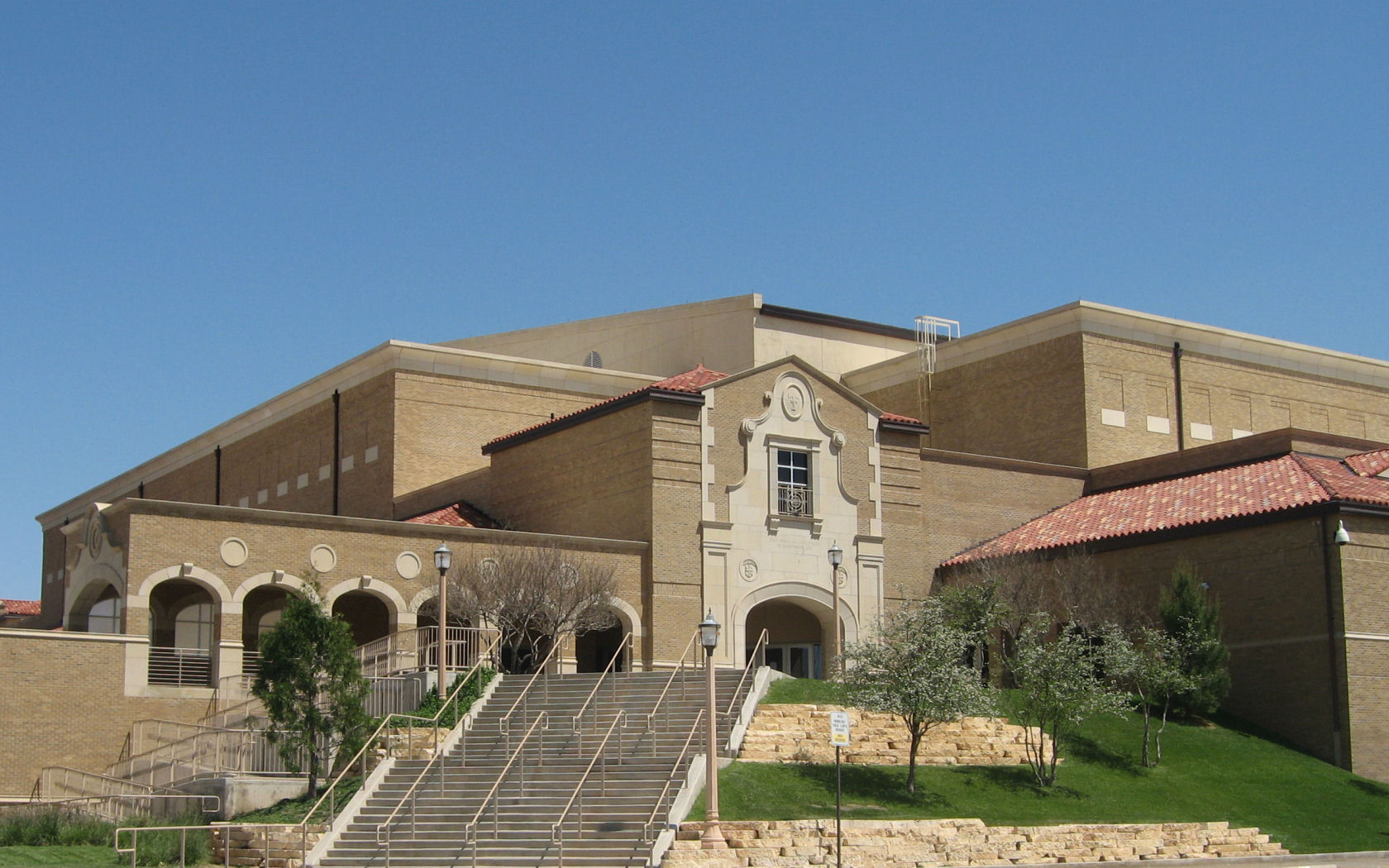
L'United Spirit Arena

Les Texas Tech Red Raiders représentent Texas Tech University. On y trouve les équipes suivantes : football américain, basket-ball (hommes et femmes), football (femmes), baseball et softball. 
Le Lubbock Hawks était une franchise de basket-ball féminin.

## Éducation
La ville de Lubbock compte quatre établissements d'enseignement supérieur :
- Texas Tech University, qui occupe un large secteur de la ville. Il s'agit de par la taille du 2e campus des États-Unis (derrière celui de la Air Force).
- Lubbock Christian University
- Wayland University, université baptiste.
- South Plain College

## Patrimoine

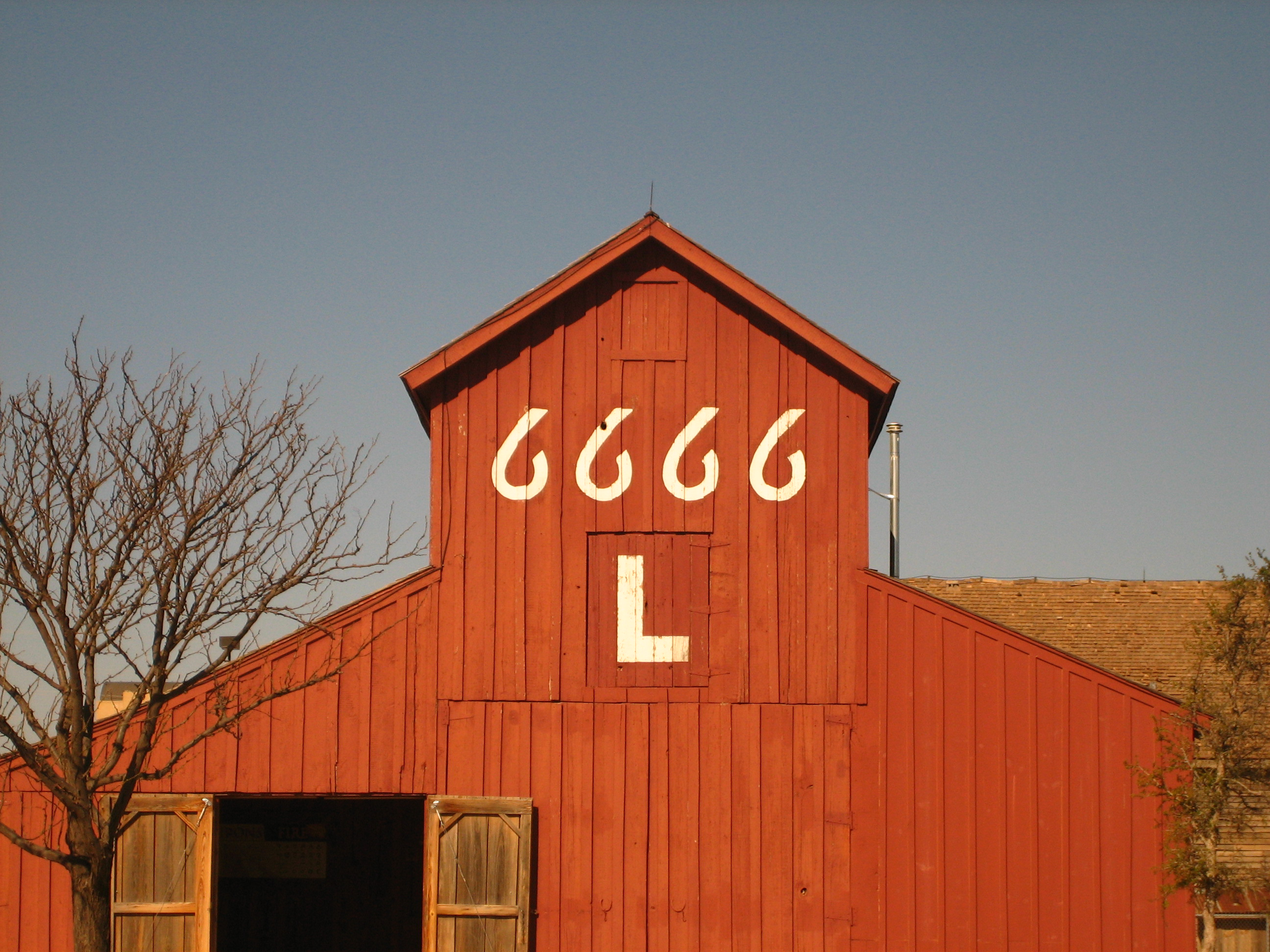
Grange rouge du ranch 6666 au musée du « National Ranching Heritage Center » à Lubbock.

## Source
- (en) Cet article est partiellement ou en totalité issu de l’article de Wikipédia en anglais intitulé « Lubbock, Texas » (voir la liste des auteurs).

1. ↑  « Annual Estimates of the Resident Population for Incorporated Places of 50,000 or More, Ranked by July 1, 2014 Population: April 1, 2010, to July 1, 2014 », United States Census Bureau (consulté le 26 mai 2015)
2. ↑  Texas State Library and Archives Commission / United States Census Bureau, « 2010 Census: Population of Texas Cities, Arranged in Descending Order » (consulté le 17 juin 2014)
3. ↑  Lubbock Avalanche-Journal Staff, « Home », sur lubbockonline.com, Lubbock Avalanche-Journal, 12 avril 2023 (consulté le 12 avril 2023).
4. ↑  « U.S. Census Bureau QuickFacts: Lubbock city, Texas », Bureau du recensement des États-Unis (consulté le 2 août 2024)
5. ↑  (en) « Census of Population and Housing », Census.gov (consulté le 4 juin 2015)
6. ↑  (en) « Lubbock Climate », Lubbock Works
7. ↑  (en) « Station Name: TX LUBBOCK »(Archive.org • Wikiwix • Archive.is • Google • Que faire ?), National Oceanic and Atmospheric Administration (consulté le 26 mars 2016).
8. ↑  
(en) « WMO Climate Normals for Lubbock/Regional ARPT, TX 1961–1990 », National Oceanic and Atmospheric Administration (consulté le 26 mars 2016).